# راجر هودن
راجر هودن (انگلیسی: Roger of Howden)، وقایع‌نگار قرن ۱۲ انگلیسی و همچنین دیپلمات و رئیس عبادتگاه هودن در شرق یورک‌شر بود. گستا رجیس هنریکی (Gesta Regis Henrici Secundi et Ricardi Primi) اثر برجستهٔ اوست که به شرح پادشاهی هنری دوم و ریچارد یکم از سال۱۱۷۰ تا ۱۱۹۲ پرداخته است. راجر خود از حاضران و شاهدان کارزار صلیبی سوم بود که به همراه پادشاه انگلستان عازم آن سو دریاها شد و همزمان با بازگشت پادشاه فرانسه پس از فتح عکا به انگلستان بازگشت. پس از بازگشت، شرح مشاهدات ۱۳ ماهه خود را در اراضی مقدس در وقایع‌نامه‌اش منعکس کرد.